# Svartbröstad hackspett
Svartbröstad hackspett (Celeus torquatus) är en fågel i familjen hackspettar inom ordningen hackspettartade fåglar.

## Utseende och läte
Svartbröstad hackspett är en överlag rostfärgad hackspett med spretig huvudtofs och svart bröst. De flesta bestånd har tydligt svart också på ovansida och buk, dock ej i nordost. Könen är lika, men hanen har ett rött mustaschstreck. Lätena beskrivs som serier med ljudliga och skärande visslingar. 

## Utbredning och systematik
Fågeln delas in i tre underarter med följande utbredning:
- C. t. torquatus – förekommer i östra Venezuelas anslutning till Guyana och nordöstra Brasilien (Pará)
- C. t. occidentalis – förekommer från sydöstra Colombia till norra Bolivia, Amazonområdet i Brasilien och Mato Grosso
- C. t. tinnunculus – förekommer i östra Brasilien (Bahia och Espírito Santo)

Sedan 2014 urskiljer Birdlife International och naturvårdsunionen IUCN occidentalis och tinnunculus som egna arter. 

## Levnadssätt
Svartbröstad hackspett hittas i uppvuxen skog och skogsbryn.

## Status
IUCN bedömer hotstatus för de tre underarterna (eller arterna) var för sig: torquatus i begränsad mening som livskraftig,, occidentalis som livskraftig och tinnunculus som sårbar.